# Ligne 510 Spadina du tramway de Toronto
La ligne 510 Spadina est une des lignes du tramway de la ville de Toronto, dans la province d'Ontario, au Canada. 
La circulation des premiers tramways sur Spadina Avenue remonte à 1891, mais la ligne telle qu'elle est connue aujourd'hui a été mise en service en 1993, sous la dénomination 604 Harbourfront. D'une distance de 6,165 kilomètres, la ligne dispose d'une zone totalement dédiée à la circulation de ses véhicules sur la majeure partie de son parcours. Elle relie la station de métro Spadina à la station Union, en passant respectivement par Spadina Avenue, Queen's Quay West et Bay Street.